# Nydia Licia

Ruth de Sousa, Carlos Zara, Nieta Junqueira, Nydia Licia e Wanda Kosmo na peça O Vestido de Noiva, 1958. Arquivo Nacional.

Nydia Licia, nome artístico de Nidia Licia Pincherle Cardoso (Trieste, 30 de abril de 1926 – São Paulo, 12 de dezembro de 2015), foi uma atriz, diretora e produtora brasileira.
Nascida na Itália numa família judaica, seu pai era o médico e professor Giacomo Giuseppe Pincherle e da jornalista Alice Schwarzkopf. Emigraram em 1938 para o Brasil quando Nydia tinha treze anos.
Nydia Licia trabalhou com Pietro Maria Bardi, colaborando para criar o Museu de Arte de São Paulo, idealizado por Assis Chateaubriand. Como atriz participou como grande destaque do começo do teatro moderno no Brasil. No Teatro Brasileiro de Comédia (TBC) esteve ao lado de nomes como Cacilda Becker, Walmor Chagas, Tito Fleury, Zampari e Adolfo Celi.
Em 29 de maio de 1950 casou-se com um dos maiores nomes do teatro brasileiro, o ator Sérgio Cardoso, com quem montou a Companhia de Teatro Nydia Licia-Sérgio Cardoso. Quando se separou do ator, Nydia ficou sozinha com a companhia, transformando-se em uma grande empresária teatral. Desta união nasceu Sylvia, sua única filha.
Fez telenovelas nas extintas TV Paulista e Rede Tupi e na Bandeirantes, com papéis de destaque nas telenovelas Éramos Seis (1977) e O Ninho da Serpente (1982). Tambem trabalhou na TV Cultura, para a criação do teleteatro Teatro 2 e apresentou o programa educativo "Quem é Quem", produzindo em seguida, por quatro anos, Presença, até ser convidada para o cargo de assessora cultural da emissora. A partir de 1992 desenvolve, paralelamente, carreira pedagógica como professora no Departamento de Rádio e Televisão da Escola de Comunicação da Fundação Armando Álvares Penteado - FAAP, e no Teatro Escola Célia Helena, onde dava aulas de interpretação.
Para a Coleção Aplauso publicada pela editora da Imprensa Oficial do Estado de São Paulo, a atriz escreveu as seguintes biografias: "Leonardo Villar: Garra e Paixão", "Sérgio Cardoso: Imagens de Sua Arte", "Rubens de Falco - Um Internacional Ator Brasileiro", "Raul Cortez - sem medo de se expor" e "Eu vivi o TBC". Além disso escreveu o livro autobiográfico "Ninguém se Livra dos Seus Fantasmas" editado pela Perspectiva. O trabalho sobre a vida de Raul Cortez recebeu o Prêmio Jabuti da Câmara Brasileira do Livro. Em 2008 foi agraciada com o título de “Cidadã Paulistana”. Em 2010 recebeu o prêmio “Governador do Estado” de Destaque Cultural.

## Filmografia

### Trabalhos na TV
| Ano  | Título                        | Personagem   |
| ---- | ----------------------------- | ------------ |
| 1958 | Sublime Obsessão              | Helen Hudson |
| 1964 | Eu Amo Esse Homem             | —            |
| 1965 | O Ébrio                       | Francisca    |
| 1977 | Éramos Seis                   | Emília       |
| 1978 | João Brasileiro, o Bom Baiano | Lúcia        |
| 1982 | Ninho da Serpente             | Olímpia      |

### Cinema
| Ano  | Título               | Personagem | Notas           |
| ---- | -------------------- | ---------- | --------------- |
| 1950 | Quando a noite acaba | —          |                 |
| 1951 | Ângela               | —          |                 |
| 1956 | Quem Matou Anabela?  | —          |                 |
| 1970 | Amemo-Nús            | —          | Filme Inacabado |
| 2002 | O Príncipe           | Dona Norma |                 |